# Dommeldange
Dommeldange (Dummeldeng på luxemburgiska, Dommeldingen på tyska) är en stadsdel i staden Luxemburg. Dommeldange ligger 325 meter över havet och antalet invånare är 1 850.